# Neukirch (Baden-Württemberg)
Neukirch è un comune tedesco di 2 697 abitanti, situato nel land del Baden-Württemberg.